# Farmacopeia

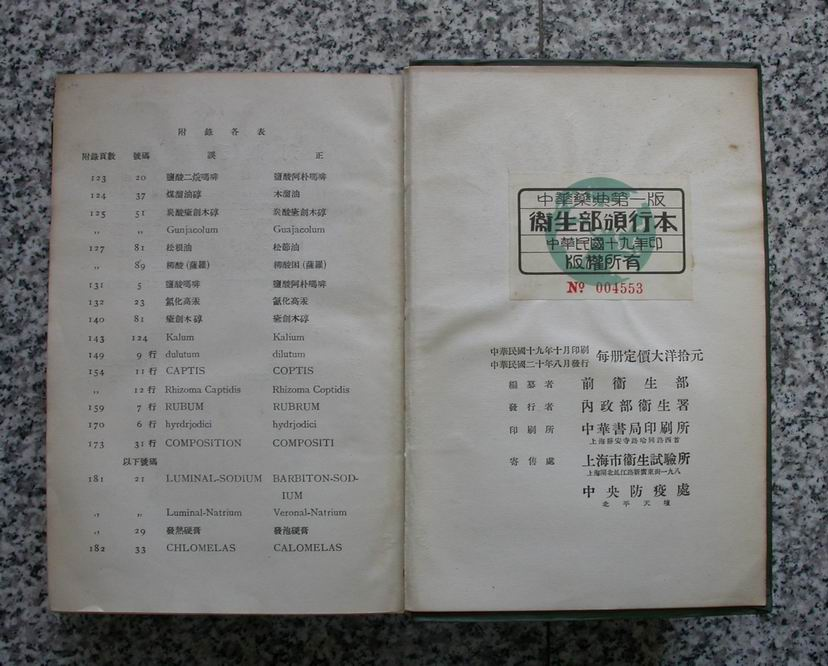
Edição da Farmacopeia Chinesa da República Popular da China de 1930.

Uma farmacopeia é um conjunto de informações técnicas que retratam a nomenclatura das substâncias, dos medicamentos básicos (princípios ativos e coadjuvantes), requisitos de qualidade, insumos, compostos e equipamentos farmacêuticos.